# Episodi di Liebling Kreuzberg (quarta stagione)
La quarta stagione della serie televisiva Liebling Kreuzberg è stata trasmessa in anteprima in Germania da Das Erste tra il 4 gennaio 1994 e il 5 aprile 1994.
| nº | Titolo originale               | Titolo italiano | Prima TV Germania | Prima TV Italia |
| -- | ------------------------------ | --------------- | ----------------- | --------------- |
| 1  | Einmal Anwalt - immer Anwalt   | inedito         | 4 gennaio 1994    | inedito         |
| 2  | Berlin ist ein Dorf            | inedito         | 11 gennaio 1994   | inedito         |
| 3  | Rote Ohren                     | inedito         | 18 gennaio 1994   | inedito         |
| 4  | Lernet, ihr Richter auf Erden  | inedito         | 25 gennaio 1994   | inedito         |
| 5  | Des Menschen Wille             | inedito         | 1º febbraio 1994  | inedito         |
| 6  | Speckkartoffeln mit Pflaumen   | inedito         | 8 febbraio 1994   | inedito         |
| 7  | Widerstand und so weiter       | inedito         | 15 febbraio 1994  | inedito         |
| 8  | Spatz in der Hand              | inedito         | 22 febbraio 1994  | inedito         |
| 9  | Wer schmeißt denn da mit Lehm? | inedito         | 1º marzo 1994     | inedito         |
| 10 | Kein bisschen schwanger        | inedito         | 15 marzo 1994     | inedito         |
| 11 | Ein bisschen Gewalt            | inedito         | 22 marzo 1994     | inedito         |
| 12 | Ladendiebstahl lohnt sich      | inedito         | 22 marzo 1994     | inedito         |
| 13 | Weiche Landung                 | inedito         | 5 aprile 1994     | inedito         |